# Vittorio Monti
Vittorio Monti (ur. 6 stycznia 1868 w Neapolu, zm. 20 czerwca 1922) – włoski skrzypek, kompozytor i dyrygent.
Studiował w neapolitańskim Konserwatorium San Pietro a Majella w klasie skrzypiec u F. Pinto (który był także nauczycielem F.P. Tostiego) i w klasie kompozycji u Paolo Serrao. W 1886 roku Przeniósł się do Paryża, gdzie rozwijał swój mistrzowski kunszt pod kierunkiem Camillo Sivoriego. Pracował w orkiestrze Lamoureux i przez wiele lat był jej koncertmistrzem. Oprócz skrzypiec Monti grał także na mandolinie i napisał podręcznik gry na tym instrumencie. W roku 1900 został dyrygentem sali koncertowej Paris-Concert.
Wśród dzieł Montiego są balety, operetki, dzieła instrumentalne i wokalne. Najpopularniejszym utworem jest skomponowany w 1904 roku Czardasz – krótki (ok. 4,5 min.) utwór na skrzypce lub mandolinę i fortepian, skomponowany na motywach węgierskich melodii ludowych.